# Vulcana-Băi
Vulcana-Băi es una comuna ubicada en el distrito de Dâmbovița, Rumania.

## Superficie
Posee una superficie de 28,15 kilómetros cuadrados.

## Demografía
Hasta 2021 la población era de 2934 habitantes, con una densidad de población de 104,2 habitantes por kilómetro cuadrado.